# 费雷特
费雷特（法語：Ferrette，法語發音：[fɛʁɛt] ⓘ），法国东北部市镇，位于大东部大区上莱茵省，隶属于阿尔特基什区，其市镇面积为1.94平方公里，2022年1月1日时人口数量为848人，在法国城市中排名第11,506位。
费雷特位于上莱茵省南部，历史上曾为一个伯国国都，现为一个区域性的中心城市，多个方向的公路在此交汇。

## 地名来源
根据地名学家米歇尔·保罗·于尔邦（Michel Paul Urban）的论述，“Ferrette”一名可能与拉丁语单词“ferio”有关，意为“修剪、整理”，引申意为“开垦后的”；亦可能出自拉丁语“Piretum”，意为“种植梨树的地方”。
费雷特所处区域历史上通行阿尔萨斯语，“Ferrette”对应的阿尔萨斯语拼写为“Pfìrt”，其对应的读音为“['pfįrt]”。1871至1918年间，费雷特被德意志帝国统治，当地官方使用德语“Pfirt”作为官方名称。

## 历史

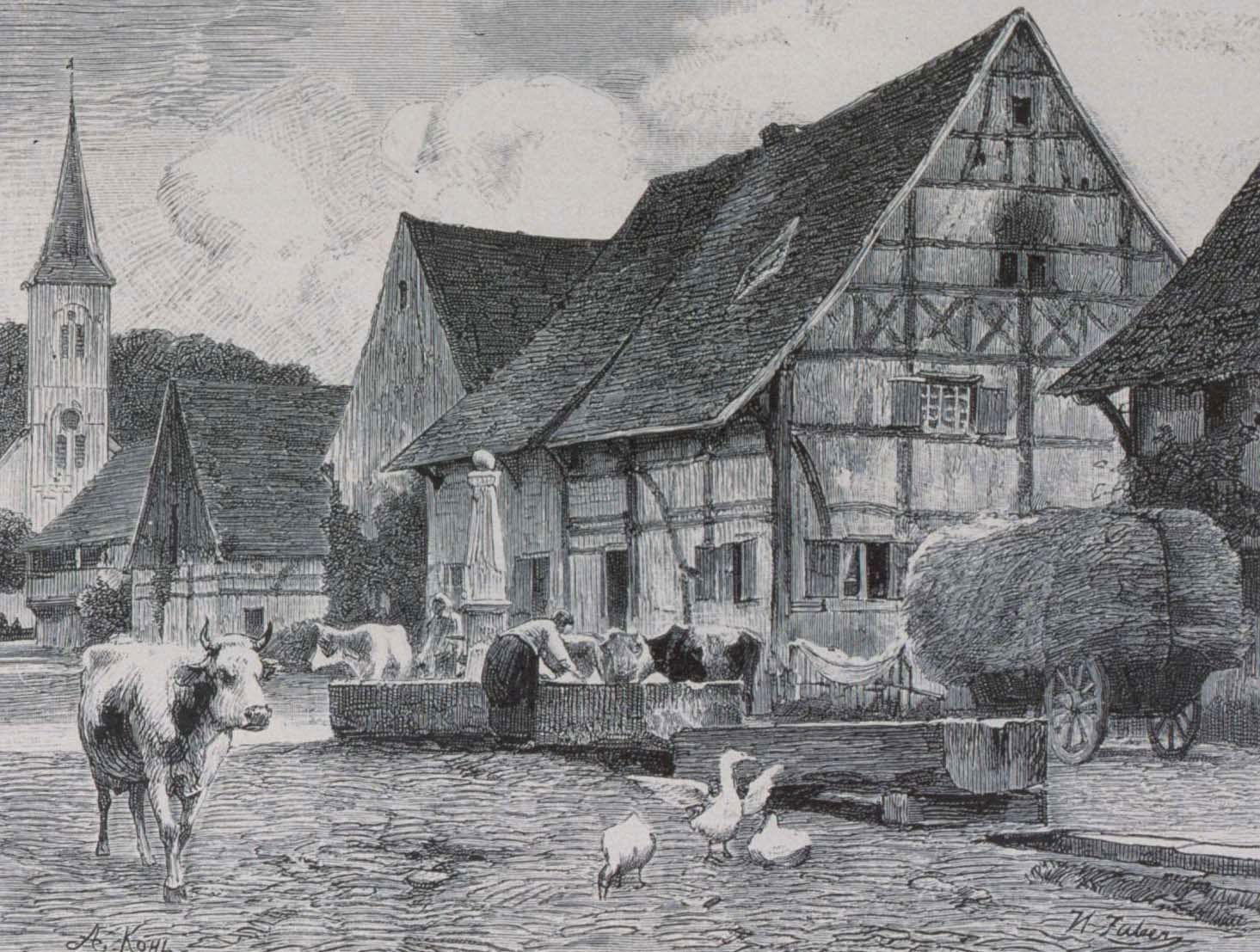
20世纪末的费雷特

费雷特的早期历史尚不清楚。中世纪中期，费雷特地区为蒙贝利亚尔亲王国的一部分，贵族蒙贝利亚尔的路易通过联姻成为费雷特领主，其后代弗雷德里克一世于1105年创建费雷特伯国并成为首位伯爵。13世纪初，费雷特获得市镇宪章，当地建成了城塞和城堡等设施，城市规模日趋增大。中世纪末，费雷特被哈布斯堡家族获得，后于1648年通过《威斯特伐利亚和约》并入法兰西王国。法国大革命期间，费雷特城堡被烧毁。1790年，费雷特成为上莱茵省的一个市镇。普法战争结束后，费雷特及其所处的阿尔萨斯-洛林地区被划入德意志帝国，并被划入新设立的阿尔特基什县。其间，阿尔特基什—费雷特铁路于1892年建成通车。一战结束后，费雷特阿尔萨斯-洛林地区根据《凡尔赛条约》重归法国。阿尔特基什—费雷特铁路于1953年关闭。
在行政区划方面，费雷特在1793年至2014年间为同名县的县治，并在1997至2016年间为阿尔萨斯汝拉市镇公共社区的办公驻地。

## 地理

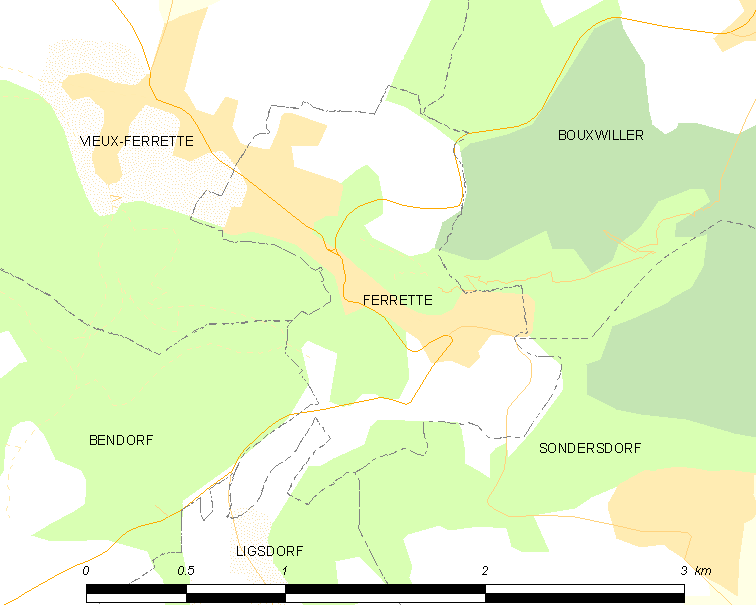
费雷特市镇范围地图

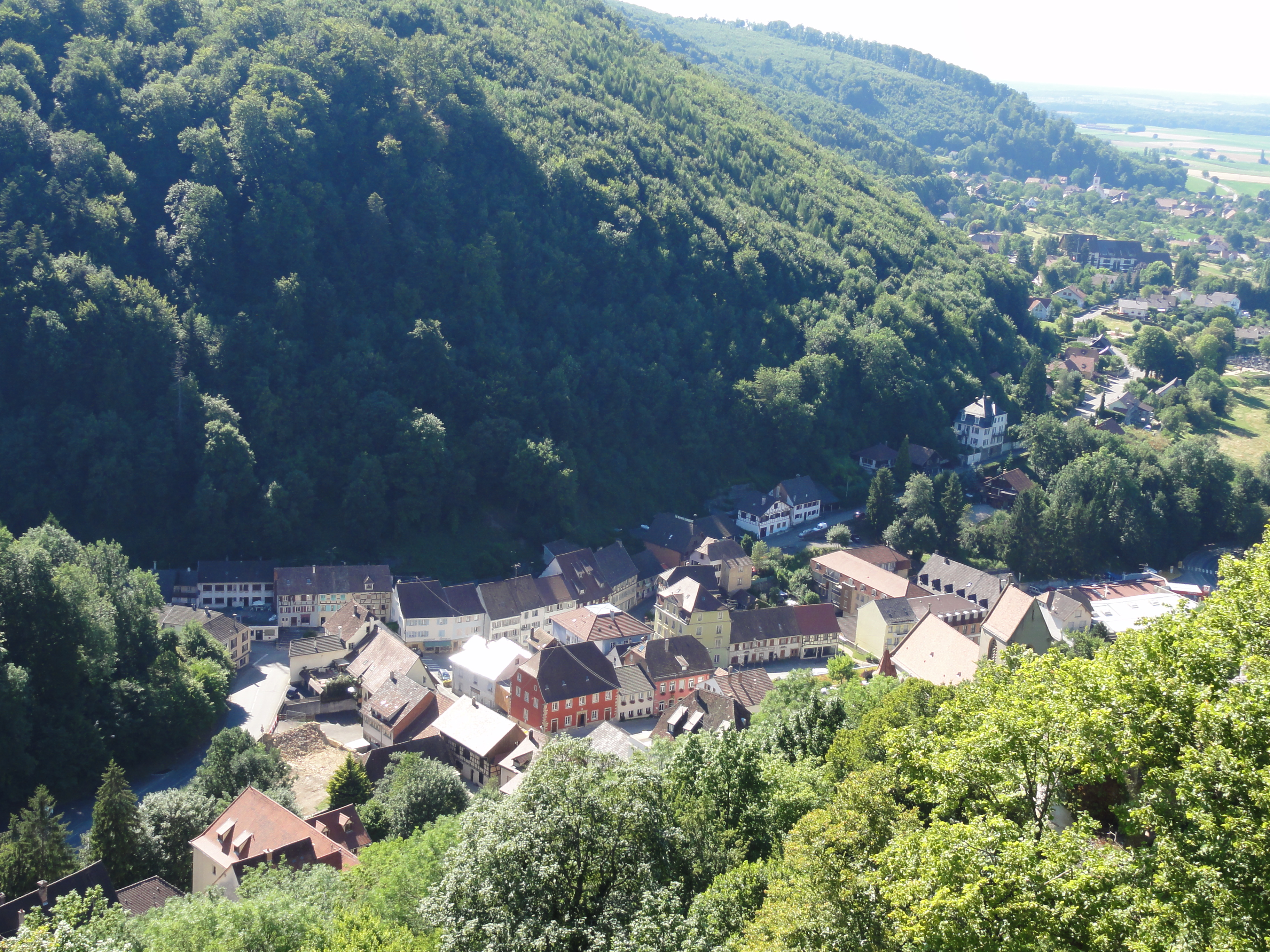
山谷中的费雷特

费雷特位于法国东北部，大东部大区东南部和上莱茵省南部，距离省会科尔马大约81公里。与费雷特接壤的市镇包括：布克斯维莱尔、本多夫、利格斯多夫、松德斯多夫和旧费雷特。

### 地形
费雷特位于孙戈地区南部，阿尔萨斯汝拉山腹地，境内以丘陵为主，市镇中心位于一处狭窄河谷地带，四周均为山坡，仅西北角有一处开口，全境海拔在429到640米之间。

### 水文
费雷特位于莱茵河流域范围内，其市镇范围内无大型天然径流及水域分布。

### 植被
费雷特属于温带阔叶混交林区，林地广泛分布于坡地地带。
在鲜花城市的评比中，费雷特暂未被评级。

### 气候
费雷特在柯本气候分类法中属于带有大陆性气候特征的温带海洋性气候（Cfb）。

## 行政区划
费雷特的市镇编号为68090，邮政编号为68480。
在行政管理方面，费雷特隶属于法国大东部大区上莱茵省阿尔特基什区；在地方选举方面，费雷特隶属于阿尔特基什县，其市镇范围全境被划入上莱茵省第三选区；在社会管理方面，费雷特是孙戈市镇公共社区的组成部分。
截至2024年11月，费雷特市镇范围内暂无任何城市敏感街区及城市政策优先街区。
法国国家统计与经济研究所（简称“INSEE”）在进行数据统计时，未将费雷特划入任何城市核心区（Unité urbaine）及城市区（Aire urbaine）。自2020年起，费雷特被划入包含94个市镇的巴塞尔-圣路易城市辐射区。此外，INSEE还将费雷特市镇整体看作一个“块区”（IRIS），以便于统计人口分布情况。

## 交通

### 公路
上莱茵省省道D23线、D432线和D473线在费雷特境内交汇。大东部大区公共交通（商业名称为“Fluo”）下属的上莱茵省的城际客运68R063线和68R070线经停费雷特，可通往米卢斯、伊尔菲特、阿尔特基什、圣路易等地。
2021年，62.3%的费雷特家庭拥有至少一辆私人汽车。2022年，费雷特境内共发生各类交通事故3起，造成3人受伤，其中2人重伤。
|  | 23 |

| 科尔马 | 81 |

| 阿尔特基什 | 20 |

| 圣路易 | 26 |

### 铁路
距离费雷特最近的运营中的客运铁路车站为20公里外的阿尔特基什站，该站停靠往返于巴黎和米卢斯之间的区域列车。

### 航空
费雷特距离巴塞尔-米卢斯-弗赖堡欧洲机场的公路里程大约25公里。

### 城市公共交通
截至2024年11月，费雷特暂无城市公共交通系统。

## 政治

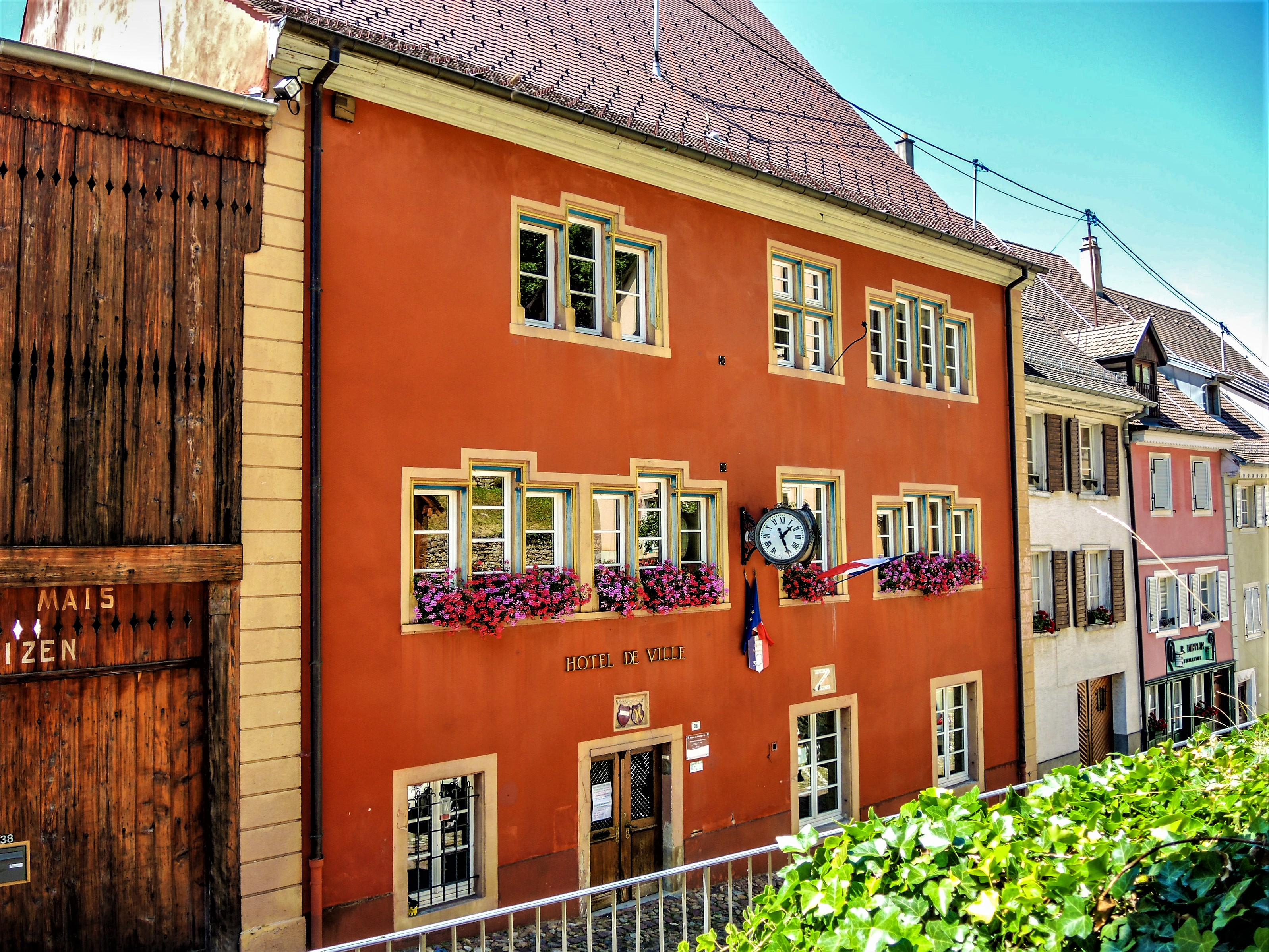
费雷特市政厅

费雷特的现任市长为弗朗索瓦·科昂代先生（François COHENDET），他自2022年10月起担任市长职务；其前任为科琳娜·拉博女士（Corinne RABAULT），她在2020年的市政选举中获得了83.56%的支持率。
在2022年的法国总统大选的第二轮选举中，法国第25任总统埃马纽埃尔·马克龙在费雷特获得了53.63%的支持率。

## 人口
2021年，费雷特市镇人口数量为827，在法国排名第11,506位。其中男性435人，女性392人，75岁及以上人口占5.8%，外籍人口数量为168人，人口密度为426人/平方公里，当地居民被称为（男性）或（女性）。2022年，费雷特境内出生11人，死亡人口13人。
| 费雷特1900年－2021年人口变化情况 |
|                                  |
| 数据来源：Cassini、INSEE         |

## 经济
费雷特是一个区域性的中心城市。截至2024年10月，费雷特市镇范围内共有各类用人单位（包含自雇）179家，平均历史为18年，其中97.22%为中小型企业（PME），2024年9月至11月间，当地的经济活力指数为0。

## 财政与居民收入
2022年，费雷特的财政收入总额为1,084,700欧元，财政支出总额为946,020欧元，当年的债务总额为1,100,880欧元。2022年，费雷特市镇通过增值税获得133,360欧元的收入，此外当地还共获得了127,240欧元的国家直接财政补助。
| 费雷特居民收入情况                               | 费雷特居民收入情况 | 费雷特居民收入情况    | 费雷特居民收入情况 |
| 内容                                             | 费雷特             | 法国                  | 统计年份           |
| ------------------------------------------------ | ------------------ | --------------------- | ------------------ |
| 征税家庭总数                                     | 371                | 1,081（法国市镇平均） | 2022年             |
| 居民平均月收入                                   | 2,777欧元          | 2,435欧元             | 2022年             |
| 高级职员人均月收入                               | 不详               | 4,331欧元             | 2021年             |
| 中级职员人均月收入                               | 不详               | 2,470欧元             | 2021年             |
| 普通职员人均月收入                               | 不详               | 1,801欧元             | 2021年             |
| 贫困率                                           | 不详               | 14.5%                 | 2020年             |
| 青壮年（15至64岁）失业率                         | 17.2%              | 7.4%                  | 2020年             |
| 征税家庭数量占比                                 | 47.8%              | 45.5%                 | 2020年             |
| 家庭年均纳税                                     | 7,339欧元          | 4,393欧元             | 2022年             |
| 资料来源：INSEE、L'Internaute、Le Journal du Net |                    |                       |                    |

## 社会事务

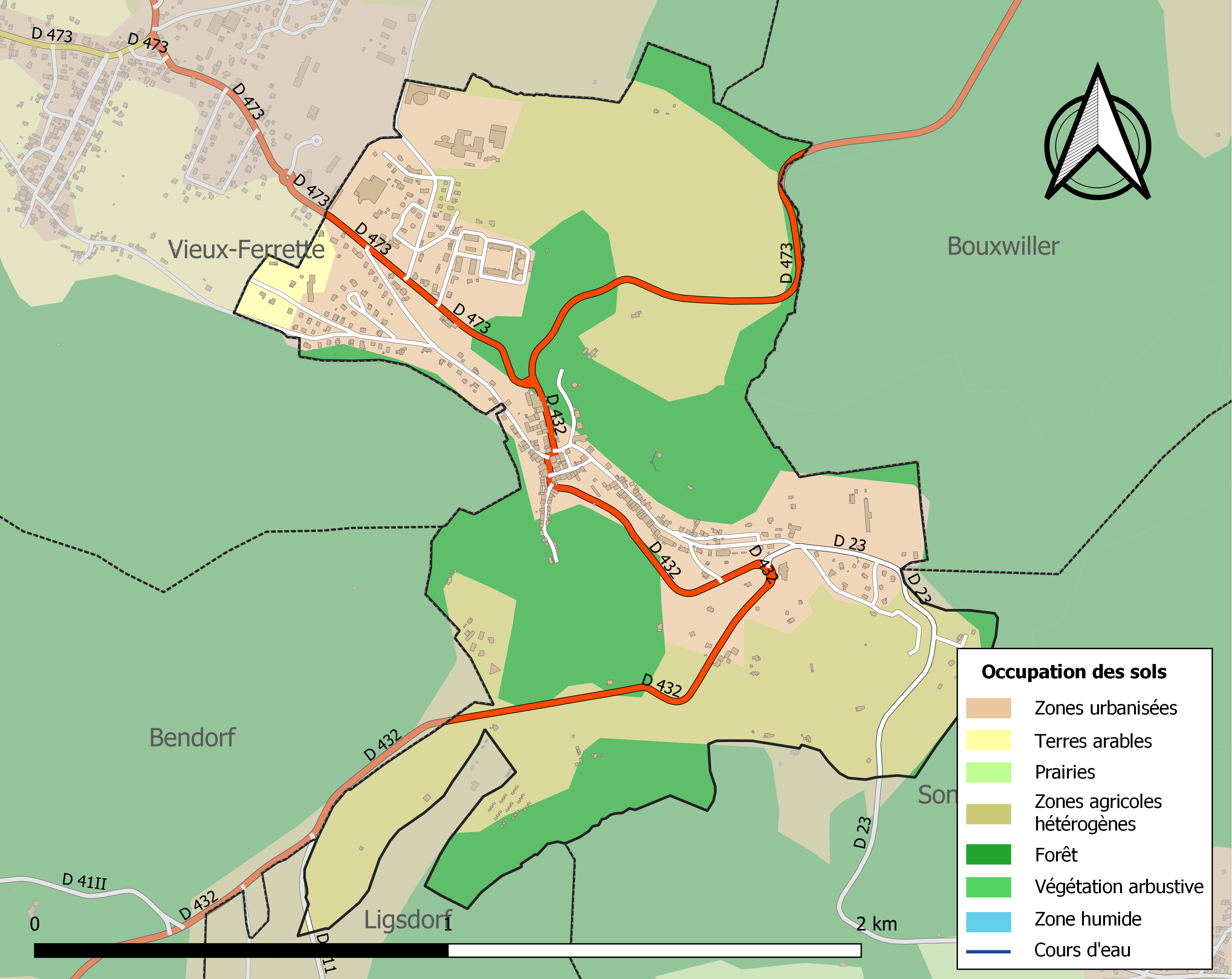
费雷特土地利用情况地图

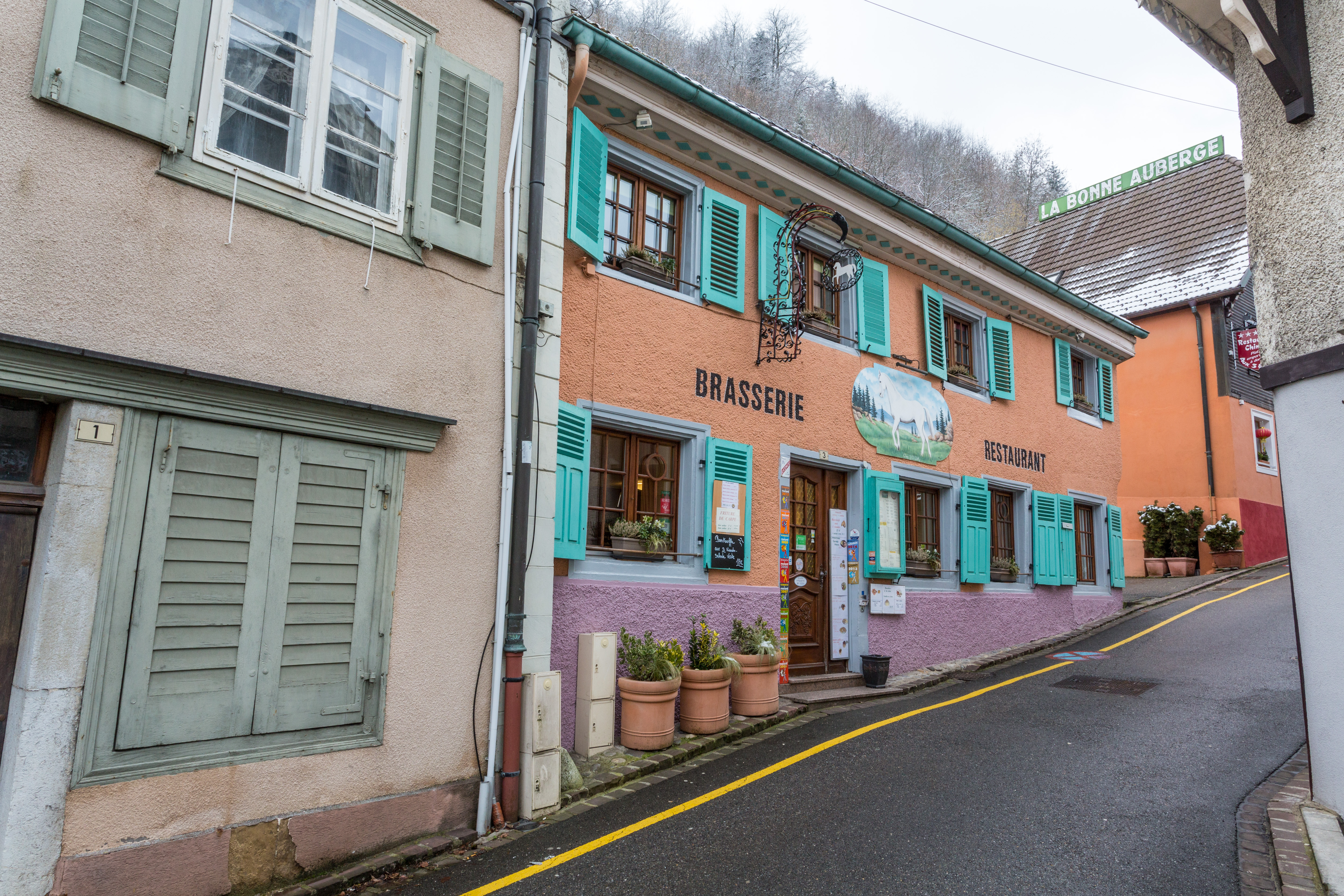
费雷特的一家餐厅

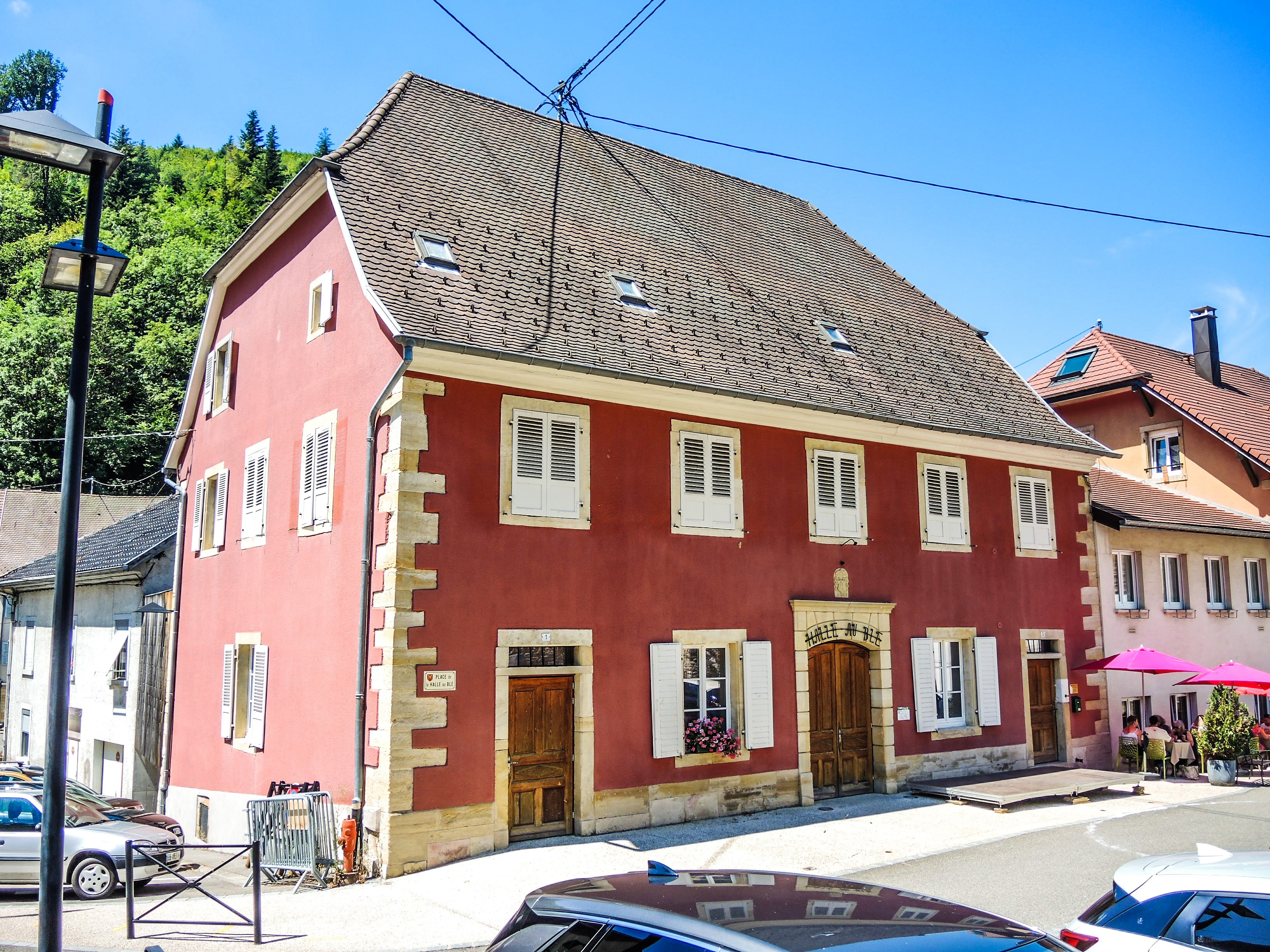
谷物大堂

### 教育
费雷特属于斯特拉斯堡学区。截至2023年1月1日，费雷特境内共有1所小学和1所初级中学。2022至2023学年度，费雷特境内共有在校中等教育阶段学生485名。

### 医疗
截至2023年1月1日，费雷特境内共有保健师2名、牙医4名和药房1家。
距离费雷特最近的区域性医疗机构为“米卢斯-南阿尔萨斯地区医疗集团”（Groupe Hospitalier de la région de Mulhouse et Sud Alsace），其下属的圣莫朗医院（Hôpital Saint-Morand）位于阿尔特基什市区东侧，距离费雷特市区的正常车程大约24分钟，该院设有床位237个。

### 住房
2021年，费雷特境内共有各类住房494套，其中45.5%为独立式住宅，54.3%为集中式住宅。常住房屋占费雷特市镇范围内居民建筑总量的78.1%。
在住房保障政策方面，2023年，费雷特境内共有140户家庭获得了家庭津贴补助，受益人数占总人口数量的16.9%，其中75份为房租补助。

### 商业
2021年，费雷特境内共有各类实体商铺31家，其中餐厅5家、面包房1家、银行门店4家、美容美发店2家、汽车维修店2家。

### 体育
2023年，费雷特境内共有1家游泳池、1间体育馆以及1处足球或橄榄球场。
截至2024年10月，费雷特境内暂无任何注册足球俱乐部。

### 环境
费雷特的环境事务由其所属的孙戈市镇公共社区联合各级政府协调负责。2021年，费雷特境内暂无污染企业。

### 治安
2021年，费雷特市镇范围内有1处宪兵队。
2023年，费雷特市镇范围内累计记录各类案件19起，其中盗窃类案件8起，人身侵犯类案件7起，毒品交易类案件1起。

## 文化

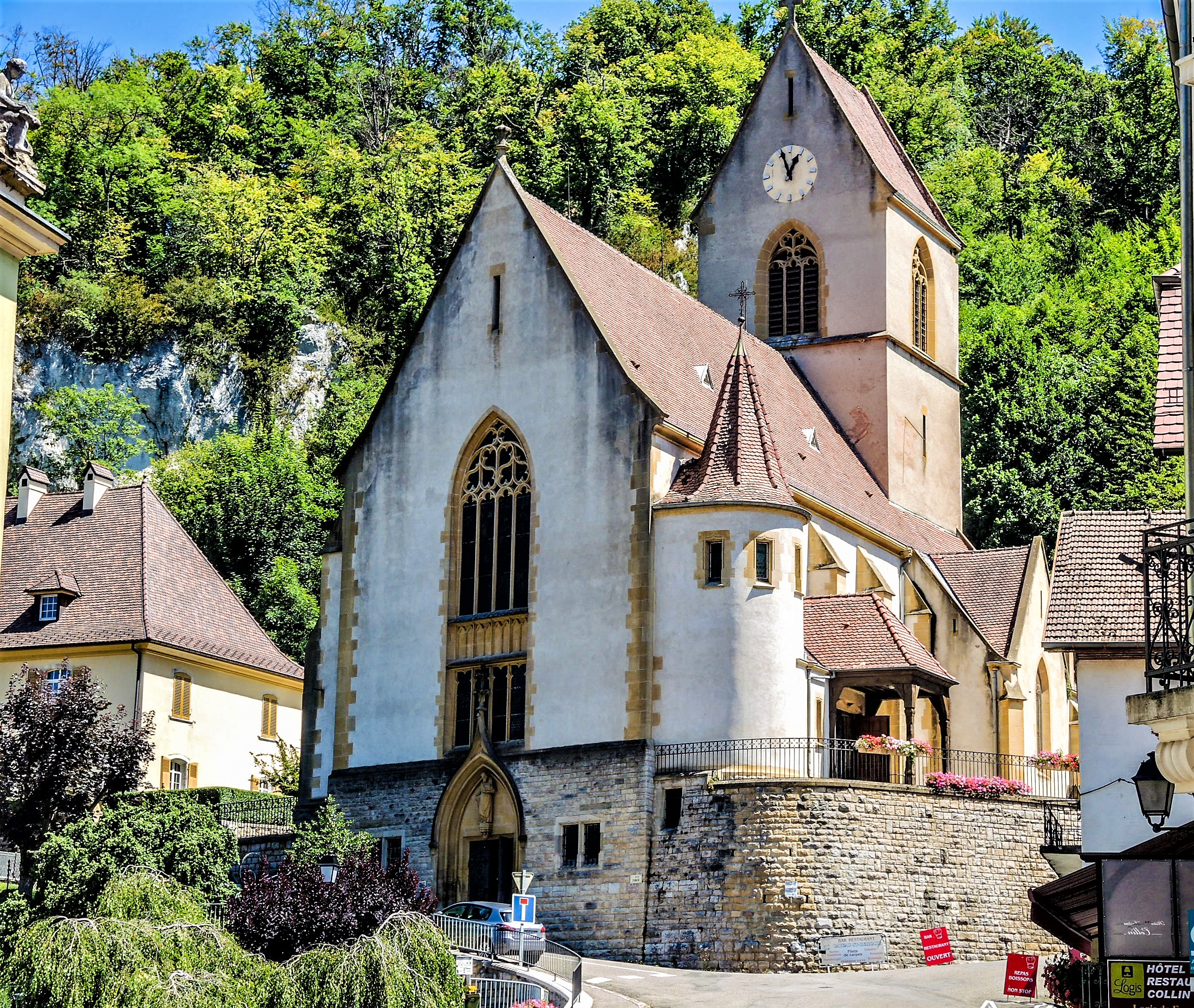
圣贝尔纳教堂

2021年，费雷特境内暂无任何文化设施。费雷特境内建有勒罗谢多媒体中心（Médiathèque du Rocher），每周二、三、五、六向公众开放。

### 建筑
费雷特境内有多处历史建筑，其中芒通圣贝尔纳教堂、费雷特城堡遗址等为法国国家文物保护单位。

### 旅游
费雷特的旅游事务由其所属的孙戈市镇公共社区联合各级政府协调负责。2024年，费雷特境内共有1家酒店共计9间房间。

### 媒体
法国主要的媒体均可在费雷特接收，法国电视三台下属的大东部大区频道在部分时段播出费雷特所在上莱茵省的地方新闻。《阿尔萨斯报》、《阿尔萨斯最新消息》、阿尔萨斯电视台、蓝色法兰西阿尔萨斯广播等是当地主要的地方性媒体。

## 友好城市
截至2024年11月，费雷特暂未建立任何友好城市关系。